# Río Melado
Río Melado är ett vattendrag i Chile.   Det ligger i regionen Región del Maule, i den södra delen av landet, 250 km söder om huvudstaden Santiago de Chile.
Omgivningen kring Río Melado består i huvudsak av gräsmarker. Området är mycket glesbefolkat, med 7 invånare per kvadratkilometer.